# 시드니 멀린
시드니 루이스 왈터 멀린(영어: Sidney Louis Walter Merlin, 그리스어: Σίδνεϋ Μέρλιν, 1856년 4월 26일~1952년)은 영국의 식물학자이자 사격 선수이다. 그는 아테네에서 열린 1896년 하계 올림픽과 1906년 중간 올림픽에 참가했다.

## 일생
그의 가족들은 아버지인 찰스 윌리엄 루이서 밀린이 피레아스에서 영국의 영사로 재직하던 1830년대부터 그리스에서 살기 시작했다. 그는 1853년 3월부터 피레아스/아테네 이오니아 은행의 에이전트로 근무했으며 1865년 가을부터는 총감독관으로 일했다. 1890년 5월부터는 은행 런던지부의 지점장이 되었다. 시드니는 피레아스에서 태어났다.
1896년 하계 올림픽에서 멀린은 사격 종목 4개에 출전했다. 군사 소총에서는 1,156점으로 10위에 올랐다. 자유 소총에서의 점수는 알려져있지 않으나 입상에는 실패했다. 군사 권총 종목에서는 중도에 포기했다. 속사 권총 종목도 군사 권총과 비슷한 방식으로 해서 끝내지 않았다. 그는 1900년 하계 올림픽에서 트랩 종목에 출전했으나 5명의 선수와 함께 공동 7위에 올랐다. 1906년 대회에서는 모든 사격 종목에 출전했으며 트랩 더블샷과 싱글샷 종목에서 금, 동메달을 획득했다.
그리스에서 시드니멀린은 식물과 관련된 업적 2개로 유명하다. 1925년에 그는 코르푸에 있는 자신의 단지에서 오렌지의 다른 종인 '네이블 오렌지'(Washington Navel)를 소개했으며 코르푸에서 코르푸 음식의 특징 중 하나로 금귤 디저트 음식을 만드는데 쓰이는 금귤나무를 소개하기도 했다.